# Alfonso Vagnone
Alfonso Vagnone (Trofarello 1568 - 1640) fou un jesuïta italià, missioner a la Xina durant els darrers anys de la Dinastia Ming. Va desenvolupar una important tasca literària i pedagògica amb la publicació de més de vint obres en xinès.

## Biografia
Alfonso Vagnone va néixer el gener de 1568 a Trofarello, a prop de Torí. Segón fill Niccolò dei Vagnoni, comte de Trofarello i Celle.
Va ingressar a la Companyia de Jesús el 24 d'octubre de 1584 i va fer els seus vots solemnes a Milà el 1597. Va estudiar retòrica, filosofia i teologia matèries de les que va ser professor en els col·legis d'Arona (Novara) i Brera. L'educació sistemàtica que va rebre i les seves experiències docents abans d'entrar a la Xina van establir les bases intel·lectuals per a les seves activitats a la Xina i per a la redacció d'obres posteriors.

### Viatge a la Xina
Després de diverses peticions al General de la Companyia, Claudio Acquaviva, el 9 d'abril de 1603, sota l'ordre de la Companyia de Jesús, amb dos companys portuguesos Felicia da Silva (1578-1614) i Emmanuel Dias (1574-1644), Alfonso Vagnoni va sortir de Lisboa, en el vaixell São João per anar a la Xina. Després de passar cinquanta-dos mesos als oceans, van arribar a Macau el juliol de 1604 i el 1605 va ser enviat a la missió de Nanjing, on va utilitzar el nom xinès de Wang Fengsu 王 丰 肅.

#### Conflicte amb les autoritats locals i exili a Macau
Amb el pas del temps,va augmentar l'hostilitat entre Vagnone, percebut comi intransigent i les autoritats locals, que va arribar al seu punt àlgid quan Shen Que, viceministre de ritus a Nanjing el 1615, va enviar a l'emperador Wanli tres memorials per denunciar els missioners per les següents raons: l'ús dels termes de xiyang ("gran oest") i tianzhu jiao ("religió del cel") que, segons Shen Que, va desacreditar la Xina i l'emperador, com " fill del cel "; la condemna del culte que tots els subjectes, inclosos els catòlics, estaven obligats a seguir a Confuci i als seus avantpassats; el mètode poc ortodox de càlcul del calendari; la compra de béns propers al mausoleu del fundador de la dinastia i l'ús de béns materials amb finalitats proselitistes.
A més, l'església construïda per Vagnone superava els edificis circumdants en alçada i això era un signe d'arrogància i falta de respecte cap a les autoritats locals .L'emperador, el 3 de febrer de 1617, va promulgar un edicte que condemnava el catolicisme. Vagnone va ser arrestat, se li va imposar greus càstigs corporals i la humiliació de ser escortat a l'exili al Cantó tancat en una gàbia.Finalment el van lliurar de la presó i el va deportar a Macau.

#### Retorn a la Xina i activitat evangelitzadora
Va poder tornar a la Xina el 1624, quan el nou emperador Chongzhen, va concedir als missioners el permís per residir a l'Imperi. Vagnone va ser molt eficaç en la seva tasca d'evangelització directa. Quan va tornar a la Xina,amb el nou nom xinès de Gao Yizhi 高 一 志, només hi havia 25 catòlics; quan va morir el 1640, hi havia 8.000, inclosos 200 titulats. Això va convertir Jiangzhou en una de les comunitats catòliques més importants en termes de nombres absoluts. A més, la ciutat tenia probablement la major densitat de catòlics de tota la Xina. L'establiment de la nova comunitat cristiana a Jiangzhou va representar un punt d'inflexió en la missió de Vagnone: a partir d'aquí, el seu treball sobre el terreny i la seva obra escrita es caracteritzen per una estreta cooperació amb dignataris locals i funcionaris de l'aparell estatal.
Va morir a Xiangzhou el 9 d'abril de 1640.

### Activitat literària i projecte educatiu
Alfonso Vagnone va desenvolupar un projecte educatiu amb l'ajut d'erudits xinesos, i va intentar establir un pla d'estudis que combinés elements europeus i xinesos. El seu projecte no es va centrar exclusivament en les comunitats cristianes, sinó que va abastar a tota la societat i va implicar una àmplia gamma de qüestions. Escriptor prolífic, fou autor d'una vintena de tractats en llengua xinesa. Els més significatius són aquells en què utilitza les seves habilitats com a classicista per transposar els conceptes clau de l'aristotelisme al xinès clàssic, senzill i elegant i va tocar camps tant diversos com la teologia, les ciències naturals, la filosofia i les ciències ètiques, les seves obres van portar el coneixement científic i cultural occidental als xinesos. Se'l considera un dels jesuïtes que va deixar el major nombre d'obres en llengua xinesa: només Matteo Ricci i Giulio Aleni el superen amb vint-i-dues obres cadascun.
Un altre tema que va interessar profundament Vagnone va ser el de l'educació infantil. L'educació dels nens és un dels tractats morals dels quals va ser l'autor. Reflecteix l'ideal renaixentista de criar els fills com a tasca principal dels pares en igual mesura; és una tasca exclusiva perquè, si es delega, no produeix els mateixos fruits. Vagnone té una secció molt llarga sobre la lactància materna, subratllant la importància de la relació física, psicològica i moral que aquesta lactància estableix entre un lactant i la seva mare; això va ser tan important per a Vagnone que, segons el seu parer, cap infermera no va poder substituir mai la mare. Els consells de Vagnone anaven en contra de la pràctica habitual de famílies xineses riques que busquen infermeres perquè les mares no poguessin interrompre una sèrie d'embarassos.